# Arcytophyllum capitatum
Arcytophyllum capitatum là một loài thực vật có hoa trong họ Thiến thảo. Loài này được (Benth.) K.Schum. mô tả khoa học đầu tiên năm 1891.